# Leica M7
Leica M7 — дальномерный малоформатный фотоаппарат с автоматическим управлением экспозицией в режиме приоритета диафрагмы. Рассчитан на 35-мм перфорированную фотоплёнку стандарта тип-135. Последняя модель «Лейки», использующая плёнку. Leica M8 является уже цифровой дальномерной фотокамерой. Leica M7 выпущена в 2002 году, в 2003 г. появилась полуавтоматическая Leica MP.
Сфера применения: репортажная съёмка. Условия, требующие небольшое и тихое фотооборудование профессионального качества.

## Новшества Лейки M7
- Режимы приоритета диафрагмы и полуавтоматический с частичным замером TTL-экспонометра;
- Электронноуправляемый затвор с матерчатыми шторками. Без батарей неработоспособен;
- Автоматическое считывание светочувствительности плёнки с кассет;

## Характеристики
- Ручное фокусирование с использованием дальномера.
- Крепление объектива — байонет Leica M.
- Фокальный шторно-щелевой затвор с горизонтальным ходом матерчатых прорезиненных шторок.
- Камера выпускается в нескольких вариантах с разным увеличением видоискателя: 0,58× для широкоугольных объективов, 0,72× универсальный, 0,85× для телеобъективов. Для каждого типа видоискателей собственный набор рамок. При установке объектива автоматически выбираются нужные рамки.
  - в 0.58 модели — 28—90 мм, 35 мм, 50—75 мм.
  - в 0.72 модели — 28—90 мм, 35—135 мм, 50—75 мм.
  - в 0.85 модели — 35—135 мм, 50—75 мм, 90 мм.
- Эффективная база дальномера 49,9 мм. Для 0.58 и 0.85 моделей 58,9 и 40,2 мм соответственно.
- Для разных дистанций до объекта съёмки автоматически производится компенсация параллакса. То есть рамки плёночного кадра и рамки видоискателя ограничивают примерно одну область изображения.

## Описание
Цвет корпуса чёрный или серебристый. Верхняя планка корпуса выполнена из латуни. Загрузка плёнки производится путём съёма нижней крышки и открывания панели задней стенки. В режиме автоматической экспозиции можно ввести экспопоправку. Включение-выключение электропитания производится переключателем возле кнопки спуска.
Управление затвором электронное. Диапазон отрабатываемых выдержек от 32 до 1/1000 с. При ручной установке выдержки от 4 до 1/1000 с. В отсутствии питания доступны две механические выдержки 1/60 и 1/125 с. Есть выдержка с неограниченным временем — «от руки». Синхронизация с внешней вспышкой на 1/50 с. При использовании адаптера SCA-3502 возможна высокоскоростная синхронизация на 1/250, 1/500, 1/1000 с. В обычном режиме вспышка управляется методом TTL.
Блокировка (запоминание) экспозиции производится полунажатием на кнопку спуска.
Диапазон считываемых значений чувствительности плёнки ISO 25 — 5000. Вручную чувствительность можно установить от 1.5 до 25000 ISO (при задействовании экспокоррекции).
В видоискателе после загрузки плёнки отображается установленное значение чувствительности. В автоматическом режиме экспозиции показывается выдержка. В ручном — индикация недо- или переэкспонирования с шагом в пол-стопа.
Вес Leica M7 около 610 г. Питание от двух литиевых элементов DL 1/3 N или от 4 марганцево-щелочных элементов LR-44, AG-13 (см. фото). Комплекта элементов хватает примерно на 65 роликов плёнки.

## Недостатки
Включение камеры, установленной в автоматический режим экспозиции, занимает две секунды.

## Дополнительные принадлежности
- Сменные видоискатели для широкоугольных объективов 21/24/28 мм, устанавливаются в обойму для крепления фотовспышки.
- Увеличитель видоискателя 1,25×.
- Моторные приводы Leicavit и Motor-M.
- Диоптрийные линзы для видоискателя (коррекция зрения фотографа).
- Ручка для улучшения хвата.

## Объективы
Leica M7 совместима практически со всеми объективами с байонетом Leica М, выпущенными с 1954 года.